# Grand Canyon Village
Grand Canyon Village er en bebyggelse på den sydlige kant af Grand Canyon i Coconino County i det nordlige Arizona, USA. Bebyggelsen er et såkaldt Census-Designated Place, CDP, et område, der ikke regnes som en by, og som ikke har selvstændigt bystyre, men hvor befolkningstætheden alligevel er så stor, at den opgøres separat i folketællinger. 
"Landsbyen", der blev grundlagt i 1901 med anlæggelsen af en jernbane mellem Williams, Arizona og Grand Canyon, servicerer de mange turister, der hvert år besøger Grand Canyon. Mange af byens bygninger fx det berømte hotel El Tovar, Hopi House, og jernbanestationen stammer fra begyndelsen af det 20. århundrede. Mange af bygningerne er udpegede som såkaldte National Historic Landmarks, og hele bebyggelsen har siden 1987 været et National Historic Landmark District.

## Geografi
Bebyggelsen ligger i 2.092 meters højde over havet på Coloradoplateauet og dækker et areal på 34,7 km², hvoraf hele området udgøres af land. Hele bebyggelsen ligger inde i Grand Canyon National Park. 

## Befolkning
Ved folketællingen i 2000, havde Grand Canyon Village en befolkning på 1.460 personer. 73 % af disse var hvide, og 19% var oprindelige amerikanere. Ingen andre racer var repræsenterede med over 2% af befolkningen. 
20 % af indbyggerne var under 18 og 2 % var over 65. Der er altså tale om en by med en forholdsvis ung befolkning, hvilket formodentlig skyldes at de fleste flytter fra stedet, når de forlader arbejdsmarkedet. 